# Rinorea verticillata
Rinorea verticillata (Boivin ex Tul.) Baill. – gatunek roślin z rodziny fiołkowatych (Violaceae). Występuje endemicznie na Madagaskarze. 

## Morfologia
PokrójZrzucające liście krzew dorastający do 2 m wysokości.
LiścieBlaszka liściowa ma owalny, odwrotnie jajowaty lub romboidalny kształt. Mierzy 3–7,5 cm długości oraz 1,5–3,7 cm szerokości, jest ząbkowana lub piłkowana na brzegu, ma zbiegającą po ogonku nasadę i spiczasty wierzchołek. Przylistki są od owalnych do trójkątnych. Ogonek liściowy jest nagi i ma 5–10 mm długości.
KwiatyZebrane po 10–30 w wierzchotkach przybierających formę główek, wyrastają z kątów pędów. Mają działki kielicha o owalnym kształcie i dorastające do 1 mm długości. Płatki są lancetowate, mają białą barwę oraz 3–4 mm długości.